# Solatium doloris
Ne doit pas être confondu avec Pretium doloris.
En droit civil québécois, le solatium doloris (soulagement des douleurs) est un chef de dommages-intérêts pour compenser la tristesse ressentie par une victime immédiate ou une victime par ricochet, notamment à la suite de la perte d'un être cher dans un accident. 
Le solatium doloris est reconnu depuis 1996, à la suite de l'arrêt Augustus c. Gossett de la Cour suprême du Canada. En fait, le solatium doloris était reconnu au milieu du XIXe siècle, mais la Cour suprême a bloqué sa reconnaissance entre 1891 et 1996 en raison d'une erreur d'interprétation dans l'arrêt The Canadian Pacific Railway Co. c. Robinson, où la Cour suprême a utilisé les critères de common law pour interpréter le droit civil. L'arrêt Gosset constitue un revirement de juriprudence par rapport à l'arrêt de la Cour suprême de 1891. 
Le solatium doloris fait généralement partie des pertes non pécuniaires découlant d'un préjudice corporel. Il est donc assujetti au plafond de compensation de 400 000 $ de l'arrêt Andrews de 1978. Théoriquement, si un justiciable ressent de la tristesse à la suite de la mort accidentelle de son animal de compagnie, le solatium doloris pourrait entrer dans la catégorie des pertes non pécuniaires découlant d'un préjudice matériel, et alors il n'y a pas de plafond de compensation. 
La victime immédiate peut aussi réclamer pour tristesse si elle survit à l'événement. Par exemple, dans l'arrêt Cinar, Claude Robinson réclamait des dommages-intérêts pour des pertes non pécuniaires découlant d'un préjudice matériel en raison d'une violation de son droit d'auteur par la société Cinar, ce qui lui avait causé beaucoup de chagrin. 
Ce chef de dommages-intérêts est reconnu dans d'autres États, notamment l'Écosse et l'Afrique du Sud. En France, on parle plutôt de pretium doloris, mais la différence est qu'en droit français, ce chef de dommages-intérêts vaut pour la victime immédiate seulement. 
Il est important de ne pas confondre le solatium doloris avec le pretium mortis. Le pretium mortis est un chef de dommages-intérêts accordé pour l'abrègement de la vie de la victime immédiate, tandis que le solatium doloris est accordé pour la tristesse de la victime ou de la victime par ricochet. À l'heure actuelle, le pretium mortis n'est pas reconnu en droit québécois, car la Cour suprême considère depuis l'arrêt Driver c. Coca-Cola de 1961 que la victime immédiate n'est pas en mesure de transférer son préjudice d'être morte à la victime par ricochet.